# 1000mods
1000mods ist eine im Jahr 2006 gegründete griechische Psychedelic-Stoner-Rock-Band aus Chiliomodi.

## Stil und musikalische Einflüsse
Laut ihrer Facebook-Seite sieht die Band ihre musikalischen Einflüsse unter anderem bei Bands wie Black Sabbath, Kyuss, Acrimony, Colour Haze oder MC5.
Einen großen Einfluss haben vermutlich Colour Haze und Kyuss. Dies wird am basslastigen Fuzz-Sound deutlich, welcher besonders bis einschließlich der EP Valley Of Sand vorhanden ist. Weitere stilistische Ähnlichkeiten sind die in diversen Liedern vorkommenden langsamen, psychedelischen Songstrukturen, welche bisweilen in Jamsession-artige Passagen übergehen. Beispiele sind dafür die Lieder Liquid Sleep, Desert Side Of Your Mind oder Valley of Sand.

## Diskografie
- 2007: Blank Reality (EP/CD, selbstveröffentlicht)
- 2009: Liquid Sleep (7″ EP, Sui sound / CTS)
- 2010: 1000mods vs Wight (Split Tape, FAT & HOLY)
- 2011: Super Van Vacation (2LP/CD, Kozmik Artifactz / CTS, Neuveröffentlichung 2013)
- 2012: Valley Of Sand (12″ EP, The Lab recs)
- 2014: Vultures (LP/CD, The Lab recs)
- 2016: Repeated Exposure To... (LP/CD, The Lab recs)
- 2020: Youth of Dissent (London Bridge Studio and Studio Litho, Seattle, WA)
- 2024: Cheat Death (CD/LP, Ouga Booga Recordings)